# Pulse (Pink Floyd-album)
A P•U•L•S•E (vagy Pulse) egy 1995-ös koncertalbum a Pink Floydtól. Az albumot az együttes Division Bell turnéján vették fel 1994-ben, elsősorban az Egyesült Királyságban, de több európai helyszínen is. Később a felvett anyagokat egybevágták. A turné időpontja: 1994. július–október.
Az album érdekessége, hogy szerepel rajta a The Dark Side of the Moon album teljes koncert verziója, amihez egy különleges füzet is tartozik, a turné előadásainak fényképeivel. Szerepel az albumon az Astronomy Domine című dal is, amelyet Syd Barrett tiszteletére játszottak. (Ezt a számot a '70-es évek eleje óta most játszották először.)
Az előző koncert lemezükkel, a Delicate Sound of Thunderrel ellentétben David Gilmour és a producer James Guthrie nem keverték újra a koncerten felvett dalokat, így ezen az albumon jobban érződik a koncert jellege, annak ellenére, hogy a lemezre került számok egy része több koncert felvételből lett összevágva.
Az Egyesült Államokban P•U•L•S•E az első helyen nyitott a Billboard 200-as listáján 1995 júniusában. 1995. július 31-én már dupla platinalemez lett. A P•U•L•S•E több mint 6 millió példányban fogyott el a tengeren túl, 2006. július 31-én a R.I.A.A. háromszoros multi-platina lemeznek nyilvánította.

## Számok

### Első lemez
Valamennyi dalt David Gilmour énekli, kivéve ahol ezt jeleztük.
1. Shine On You Crazy Diamond (David Gilmour/Rick Wright/Roger Waters) – 13:35
  - 1994. október 20. London, Earls Court
2. "Astronomy Domine" (Syd Barrett) – 4:20
  - 1994. október 15. London, Earls Court
  - szólóének: Rick Wright és David Gilmour
3. What Do You Want from Me (David Gilmour/Rick Wright/Polly Samson) – 4:10
  - 1994. szeptember 21. Róma
4. Learning to Fly (David Gilmour/Anthony Moore/Bob Ezrin/Jon Carin) – 5:16
  - 1994. október 14. London, Earls Court
5. Keep Talking (David Gilmour/Rick Wright/Polly Samson) – 6:52
  - 1994. augusztus 7. Hannover
6. Coming Back to Life" (David Gilmour) – 6:56
  - 1994. október 13. London, Earls Court
7. "Hey You" (Roger Waters) – 4:40
  - 1994. október 13. és 15. (utolsó versszak), London, Earls Court
  - szólóének: David Gilmour és Jon Carin
8. A Great Day for Freedom (David Gilmour/Polly Samson) – 4:30
  - 1994. október 19. London, Earls Court
9. Sorrow (David Gilmour) – 10:49
  - 1994. szeptember 20. Róma
10. High Hopes (David Gilmour/Polly Samson) – 7:52
  - 1994. október 20. London, Earls Court, néhány rész ("forever and ever" rész és a hozzá tartozó steel szóló) 1994. október 14-19. vagy 21-29. London
  - szólóének: David Gilmour és Jon Carin
11. Another Brick in the Wall (Part 2) (Roger Waters) – 7:08
  - 1994. október 21. London, Earls Court
  - szólóének: David Gilmour, Guy Pratt és háttérének Tim Renwick
12. One of These Days (csak a kazetta és az LP verzió) (David Gilmour/Nick Mason/Roger Waters/Richard Wright) – 6:45
  - 1994. október 16. és 20. (utolsó rész). London, Earls Court
  - Instrumentális.

### Második lemez
1. Speak to Me (Nick Mason) – 2:30
  - 1994. október 20. London, Earls Court.
  - Instrumentális
2. Breathe (David Gilmour/Rick Wright/Roger Waters) – 2:33
  - 1994. október 20. London, Earls Court
  - szólóének: David Gilmour és Jon Carin
3. On the Run (David Gilmour/Roger Waters) – 3:48
  - 1994. október 20. London, Earls Court
  - Instrumentális
4. Time (David Gilmour/Rick Wright/Nick Mason/Roger Waters) – 6:47
  - A robbanás felvétele 1994. október 20. London, Earls Court. Az intró felvétele 1994. szeptember 17. Modena. A Breathe Reprise nyugodt részének felvétele 1994. szeptember 20. Róma. A Breathe Reprise végének a felvétele 1994. október 20. London, Earls Court.
  - szólóének: David Gilmour és Rick Wright
5. The Great Gig in the Sky (Rick Wright) – 5:52
  - 1994. október 20. London, Earls Court
  - szólóének: Sam Brown, Claudia Fontaine és Durga McBroom
6. Money (Roger Waters) – 8:54
  - 1994. szeptember 17. Modena. A szaxofon szóló felvétele 1994. október, London, Earls Court
7. Us and Them" (Rick Wright/Roger Waters) – 6:58
  - 1994. október 20. London, Earls Court. A második és a harmadik refrén 1994. október 19. London, Earls Court.
8. Any Colour You Like" (David Gilmour/Rick Wright/Nick Mason) – 3:21
  - 1994. október 23. London, Earls Court. Az utolsó rész felvétele 1994. október 19. London, Earls Court.
  - Instrumentális
9. Brain Damage (Roger Waters) – 3:46
  - 1994. október 19. London, Earls Court
10. Eclipse (Roger Waters) – 2:38
  - 1994. október 19. London, Earls Court
11. Wish You Were Here (David Gilmour/Roger Waters) – 6:35
  - 1994. szeptember 20. Róma
12. Comfortably Numb (David Gilmour/Roger Waters) – 9:29
  - 1994. október 20. London, Earls Court'
  - szólóének: David Gilmour és Rick Wright
13. Run Like Hell (David Gilmour/Roger Waters) – 8:36
  - 1994. október 15. London, Earls Court
  - szólóének: David Gilmour és Guy Pratt
14. Soundscape (csak a kazetta verzión) (David Gilmour/Rick Wright/Nick Mason) – 22:00

## Előadók
- David Gilmour – gitár, ének
- Rick Wright – billentyű
- Nick Mason – dob
- Jon Carin – zongora
- Guy Pratt – basszusgitár
- Gary Wallis – dob
- Tim Renwick – gitár
- Dick Parry – szaxofon
- Sam Brown – háttérénekes
- Claudia Fontaine – háttérénekes
- Durga McBroom – háttérénekes

## Helyezések
Album
| Év   | Lista             | Helyezés |
| ---- | ----------------- | -------- |
| 1995 | The Billboard 200 | 1        |

Kislemezek
| Év   | Kislemez                 | Lista                  | Helyezés |
| ---- | ------------------------ | ---------------------- | -------- |
| 1995 | What Do You Want from Me | Mainstream Rock Tracks | 13       |